# Loui Eriksson
Carl William Loui Eriksson, född 17 juli 1985 i Hemsjö församling i Älvsborgs län, är en svensk före detta professionell ishockeyspelare som spelade för Frölunda HC i SHL.
Han har tidigare spelat på NHL-nivå för Vancouver Canucks, Boston Bruins Dallas Stars och Arizona Coyotes samt tidigare på lägre nivåer för Iowa Stars i AHL, Frölunda HC i Elitserien, HC Davos i NLA och BIK Karlskoga i Hockeyallsvenskan.
Eriksson är uppväxt i Tollered i Lerums kommun och hans moderklubb är Lerums BK. Tidigt utpekad som en av de största svenska hockeytalangerna spelade Loui Eriksson ungdoms-, junior- och elitishockey i Frölunda HC. 2004 blev han utsedd till Årets nykomling i Elitserien i ishockey. Året före draftades han av Dallas Stars som klubbens förstaval och debuterade i NHL säsongen 2006–2007. Åtminstone under delar av sin rookiesäsong var Eriksson en offensiv förgrundsgestalt i Dallas med mycket istid i powerplay och totalt 19 poäng, varav 6 mål. Med det var han poängbäst av alla svenska nykomlingar den säsongen. Hans mål- och poängproduktion ökade sedan för varje säsong och säsongen 2008–2009 vann han den svenska skytteligan i NHL med sina 36 mål denna säsong. 
Den 4 juli 2013 offentliggjordes det att Boston Bruins och Dallas Stars hade bytt spelare med varandra. Bruins skickade iväg Tyler Seguin, Rich Peverley och Ryan Button till Stars, i utbyte mot Eriksson, Matt Fraser, Reilly Smith och Joe Morrow.
Han blev sedan tradad i ett "package deal" med ett par ytterligare spelare från Boston Bruins till Vancouver Canucks i en draft sommaren 2017. Där spelade han relativt mycket varje säsong till dess att laget bytte tränare hösten 2019. Då blev han placerad i frysboxen, fick mindre speltid och uppsatt på transferlistan. Han tillhörde Vancouvers Canucks NHL-lag mellan år 2017 och 2021. 
Sommaren 2021 köptes han loss av Arizona Coyotes. Han spelade från 2022-2025 i Frölunda HC.
Den 10 februari 2025 meddelade Loui Eriksson via sin agent att han valt att avsluta sin ishockeykarriär

## Statistik

### Klubbkarriär
| 2003–2004                | Frölunda HC              | Elitserien               | 46   | 8   | 5   | 13  | 4   | 10 | 1 | 5  | 6  | 0  |
| 2004–2005                | Frölunda HC              | Elitserien               | 39   | 5   | 9   | 14  | 4   | 12 | 0 | 0  | 0  | 0  |
|                          | BIK Karlskoga            | HockeyAllsvenskan        | 2    | 0   | 0   | 0   | 0   | —  | — | —  | —  | —  |
| 2005–2006                | Iowa Stars               | AHL                      | 78   | 31  | 29  | 60  | 27  | 7  | 2 | 5  | 7  | 0  |
| 2006–2007                | Dallas Stars             | NHL                      | 59   | 6   | 13  | 19  | 18  | 4  | 0 | 1  | 1  | 0  |
|                          | Iowa Stars               | AHL                      | 15   | 5   | 3   | 8   | 13  | 9  | 2 | 5  | 7  | 0  |
| 2007–2008                | Dallas Stars             | NHL                      | 69   | 14  | 17  | 31  | 28  | 18 | 4 | 4  | 8  | 8  |
|                          | Iowa Stars               | AHL                      | 2    | 1   | 1   | 2   | 2   | —  | — | —  | —  | —  |
| 2008–2009                | Dallas Stars             | NHL                      | 82   | 36  | 27  | 63  | 14  | —  | — | —  | —  | —  |
| 2009–2010                | Dallas Stars             | NHL                      | 82   | 29  | 42  | 71  | 26  | —  | — | —  | —  | —  |
| 2010–2011                | Dallas Stars             | NHL                      | 79   | 27  | 46  | 73  | 8   | —  | — | —  | —  | —  |
| 2011–2012                | Dallas Stars             | NHL                      | 82   | 26  | 45  | 71  | 12  | —  | — | —  | —  | —  |
| 2012–2013                | Dallas Stars             | NHL                      | 48   | 12  | 17  | 29  | 8   | —  | — | —  | —  | —  |
|                          | HC Davos                 | NLA                      | 7    | 3   | 3   | 6   | 0   | —  | — | —  | —  | —  |
| 2013–2014                | Boston Bruins            | NHL                      | 61   | 10  | 27  | 37  | 6   | 12 | 2 | 3  | 5  | 4  |
| 2014–2015                | Boston Bruins            | NHL                      | 81   | 22  | 25  | 47  | 14  | —  | — | —  | —  | —  |
| 2015–2016                | Boston Bruins            | NHL                      | 80   | 30  | 33  | 63  | 12  | —  | — | —  | —  | —  |
| 2016–2017                | Vancouver Canucks        | NHL                      | 65   | 11  | 13  | 24  | 8   | —  | — | —  | —  | —  |
| 2017–2018                | Vancouver Canucks        | NHL                      | 50   | 10  | 13  | 24  | 8   | —  | — | —  | —  | —  |
| 2018–2019                | Vancouver Canucks        | NHL                      | 81   | 11  | 18  | 29  | 22  | —  | — | —  | —  | —  |
| 2019–2020                | Vancouver Canucks        | NHL                      | 49   | 6   | 7   | 13  | 12  | 10 | 0 | 0  | 0  | 6  |
| 2020–2021                | Vancouver Canucks        | NHL                      | 7    | 0   | 1   | 1   | 2   | —  | — | —  | —  | —  |
| 2021–2022                | Arizona Coyotes          | NHL                      | 73   | 3   | 16  | 19  | 6   | —  | — | —  | —  | —  |
| 2022-2023                | Frölunda HC              | SHL                      | -    | -   | -   | -   | -   | —  | — | —  | —  | —  |
| NHL totalt               | NHL totalt               | NHL totalt               | 1041 | 253 | 360 | 613 | 204 | 44 | 6 | 8  | 14 | 12 |
| AHL totalt               | AHL totalt               | AHL totalt               | 95   | 37  | 33  | 70  | 42  | 16 | 4 | 10 | 14 | 0  |
| Elitserien totalt        | Elitserien totalt        | Elitserien totalt        | 85   | 13  | 14  | 27  | 8   | 22 | 1 | 5  | 6  | 0  |
| NLA totalt               | NLA totalt               | NLA totalt               | 7    | 3   | 3   | 6   | 0   | —  | — | —  | —  | —  |
| HockeyAllsvenskan totalt | HockeyAllsvenskan totalt | HockeyAllsvenskan totalt | 2    | 0   | 0   | 0   | 0   | —  | — | —  | —  | —  |

## Meriter
- SM-guld: 2005
- JSM-guld
  - J20: 2002, 2003, 2005
  - J18: 2002, 2003
- A-landskamper: 24 (2011) [7]

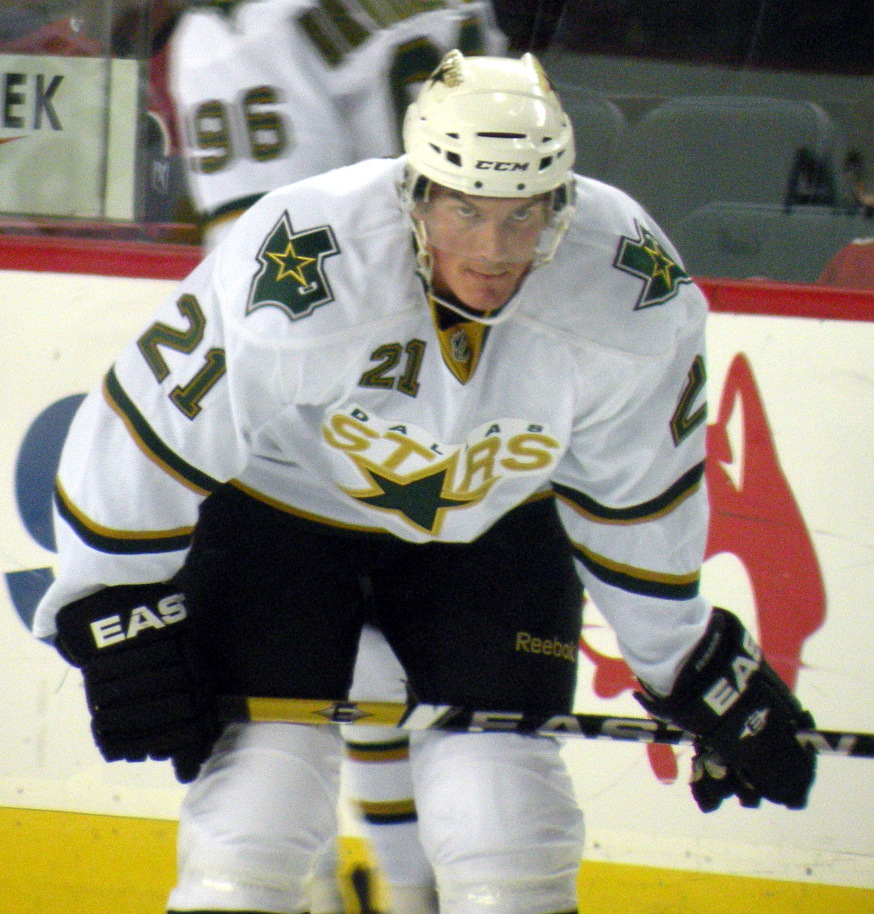
Loui Eriksson i Dallas

- Landskamper i U18- och U20-juniorlandslagen: 64
- Årets nykomling i Elitserien i ishockey: 2004
- VM-brons 2009
- VM–silver 2011
- VM–guld 2013
- OS–silver 2014